# Premio Barry per il miglior libro tascabile
Il premio Barry per il miglior libro tascabile (in inglese Best Paperback Original / Best Paperback Novel), è una delle sei categorie in cui viene assegnato regolarmente, durante il premio letterario statunitense Barry Award dal 1997 in omaggio al lavoro dell'anno prima di un autore del genere mistero negli Stati Uniti o in Canada, stampato nella versione formato tascabile (in contrasto con la categoria per il miglior romanzo).

## Albo d'oro

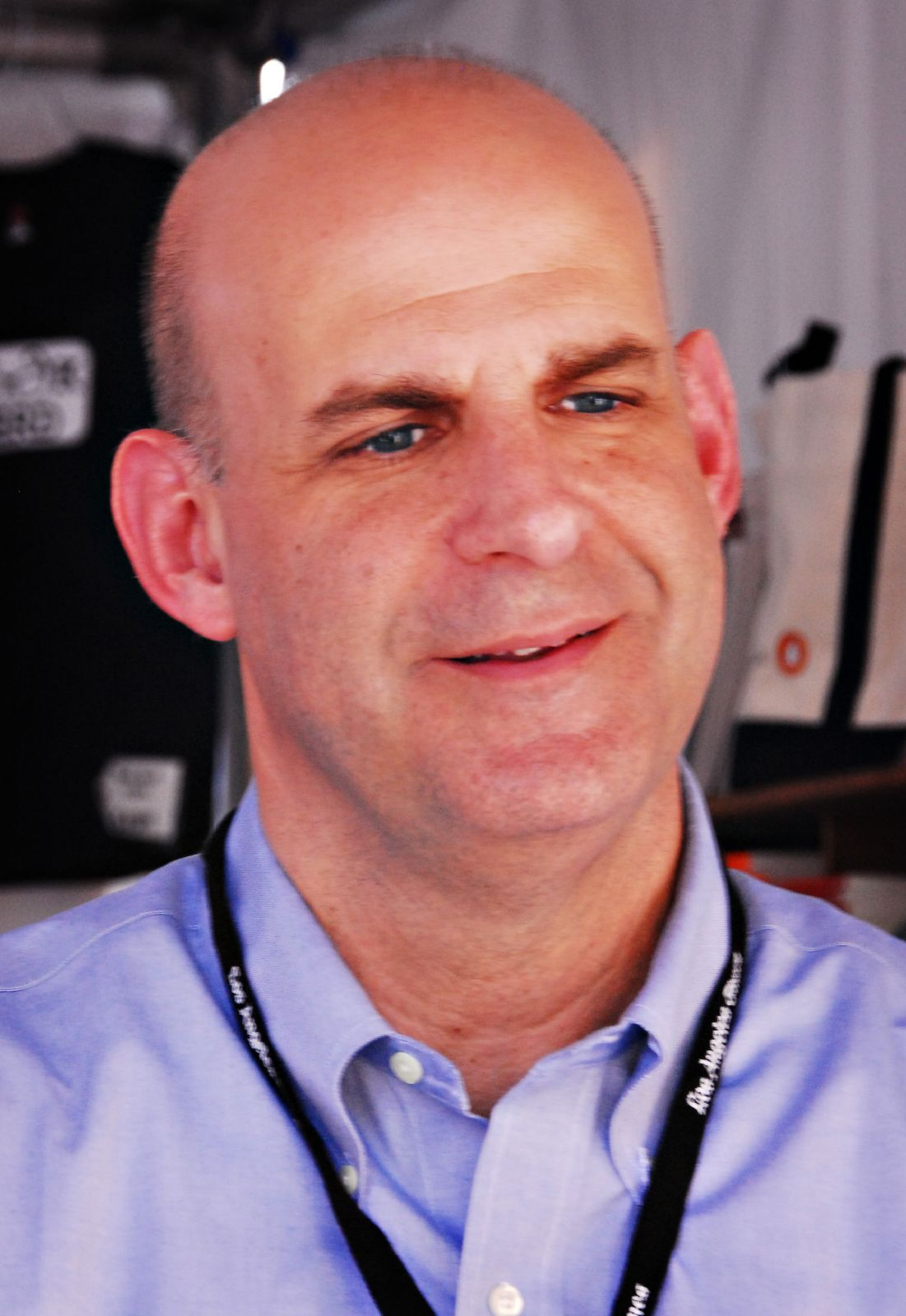
Harlan Coben, Premio Barry per il miglior libro tascabile nel 1998

| Anno | Vincitore            | Titolo originale                |                      |
| ---- | -------------------- | ------------------------------- | -------------------- |
| 1997 | Susan Wade           | Walking Rain                    |                      |
| 1998 | Harlan Coben         | Back Spin                       |                      |
| 1999 | Premio non assegnato | Premio non assegnato            | Premio non assegnato |
| 2000 | Robin Burcell        | Every Move She Makes            |                      |
| 2001 | Eric Wright          | The Kidnapping of Rosie Dawn    |                      |
| 2002 | Deborah Woodworth    | Killing Gifts                   |                      |
| 2003 | Danielle Girard      | Cold Silence                    |                      |
| 2004 | Jason Starr          | Tough Luck                      |                      |
| 2005 | Elaine Flynn         | Tagged for Murder               |                      |
| 2006 | Reed Farrell Coleman | The James Deans                 |                      |
| 2007 | Sean Doolittle       | The Cleanup                     |                      |
| 2008 | Megan Abbott         | Queenpin                        |                      |
| 2009 | Julie Hyzy           | State of the Onion              |                      |
| 2010 | Bryan Gruley         | Starvation Lake                 |                      |
| 2011 | Val McDermid         | Fever of the Bone               |                      |
| 2012 | Michael Stanley      | Death of the Mantis             |                      |
| 2013 | Susan Elia McNeal    | Mr. Churchill's Secretary       |                      |
| 2014 | Adrian McKinty       | I Hear the Sirens in the Street |                      |
| 2015 | Allen Eskens         | The Life We Bury                |                      |
| 2016 | Lou Berney           | The Long and Faraway Gone       |                      |
| 2017 | Adrian McKinty       | Rain Dogs                       |                      |
| 2018 | Allen Eskens         | The Deep Dark Descending        |                      |
| 2019 | Dervla McTiernan     | The Ruin                        |                      |
| 2020 | Rick Mofina          | Missing Daughter                |                      |
| 2021 | James W. Ziskin      | Turn to Stone                   |                      |
| 2022 | Dervla McTiernan     | The Good Turn                   |                      |